# Bay of Fundy
Bay of Fundy (fransk: Baie de Fundy) er en bugt af Atlanterhavet mellem halvøen Nova Scotia og det amerikanske fastland, på grænsen mellem USA og Canada. I den inderste del af bugten deler den sig i to trange arme, Chignectobugten og Cobequidbugten. Den strækker sig ved den nordøstlige ende af Mainebugten mellem de canadiske provinserne New Brunswick og Nova Scotia, med en lille del som berører den amerikanske delstat. En del kilder mener at navnet «Fundy» er en forvanskning af det franske ordet fendu i betydningen «spalte, sprække», mens andre mener det kommer fra portugisiske ord funda i betydningen «dyb». Bugten var også navngivet Baie Française ("Den franske bugt") af opdagelsesrejsende og kartograf Samuel de Champlain under hans ekspedition i 1604 som blev ledet af Pierre Dugua, Sieur de Mons og som resulterede i et mislykket forsøg på bosætning på øen Saint Croix i Maine.
Bay of Fundy er det sted på Jorden, hvor forskellen mellem høj- og lavvande er størst - op til 17 meter, og de vandmasser, som flyder ind og ud af bugten pga. tidevandet, er enorme. Se mere på links nedenfor, f.eks. "Rejse- og videnskabelig information om regionen i Bay of Fundy".

## Eksterne kilder og henvisninger
1. ↑  «Bay of Fundy and Gulf of Maine» Arkiveret 13. januar 2010 hos  Wayback Machine, Canadian Encyclopedia
2. ↑   Slocum, Victor (1950): Capt. Joshua Slocum. New York: Sheridan House. ISBN 0-924486-52-X. s. 27–28
3. ↑  Bay of Fundy has the highest tides in the world bayoffundy.com hentet 30. januar 2022

- Wikimedia Commons har flere filer relateret til Bay of Fundy

- Rejse- og videnskabelig information om regionen i Bay of Fundy
- Bay of Fundy
- Billeder fra NASA Earth Observatory Arkiveret 15. juni 2006 hos  Wayback Machine

45°00′N 65°45′V / 45°N 65.75°V